# Lou van den Dries
Laurentius Petrus Dignus „Lou“ van den Dries (1951) é um lógico matemático neerlandês.
Lou van den Dries obteve um doutorado em 1978 na Universidade de Utrecht, orientado por Dirk van Dalen, com a tese Model theory of fields. Em 1982/1983 esteve no Instituto de Estudos Avançados de Princeton. É professor da Universidade de Illinois em Urbana-Champaign.
Lou van den Dries aplicou métodos da teoria dos modelos em outros ramos da matemática e elaborou no início da década de 1990 o termo do modelo O-mínimo, que generaliza propriedades dos números reais.
Foi palestrante convidado (Invited Speaker) no Congresso Internacional de Matemáticos em Quioto (1990: The logic of local fields). Apresentou as Tarski Lectures de 2017.
Dentre seus doutorandos consta Matthias Aschenbrenner.

## Obras
- Tame topology and o-minimal structures, London Mathematical Society Lecture Notes 248, Cambridge University Press 1998
- Herausgeber mit H. Dugald Macpherson: Model theory in algebra, analysis and arithmetic : Cetraro, Italy 2012, Lecture notes in mathematics 2111, Springer 2014